# Cleistocactus chrysocephalus
Cleistocactus chrysocephalus es una especie de planta suculenta perteneciente al género Cleistocactus, dentro de la familia Cactaceae. Es endémica de Bolivia.

## Descripción
Cleistocactus chrysocephalus es una especie de cactus arbustivo de 2 a 5 m de altura que se ramifica tanto desde la base como más arriba. Los tallos miden de 3 a 5 cm de diámetro y presentan de 11 a 14 costillas sobre las que se asientan areolas separadas de 5 a 8 mm. En cada una de ellas se distinguen aproximadamente 6 espinas centrales amarillentas de 0,7 a 3 cm de largo y alrededor de 15 espinas radiales, pálidas y de 0,7 cm de largo.

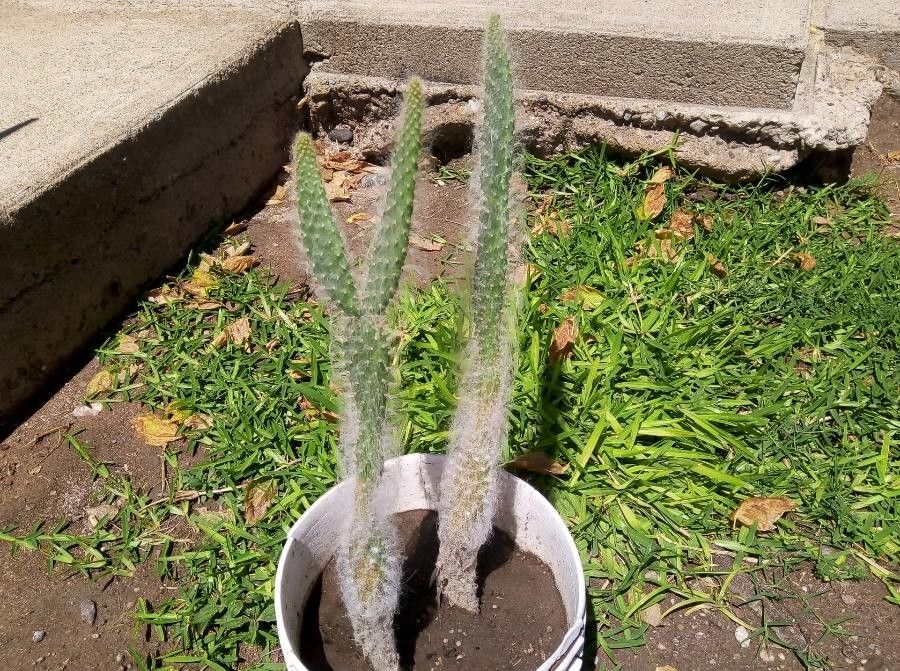
Cultivo en maceta

Las flores se forman a partir de un pseudocefalio lateral y amarillento de hasta 1 m de largo y de 3 a 4 cm de ancho. Está densamente repleto de espinas y cerdas de hasta 3 cm de largo, las costillas en esta zona se reducen y las areolas están más juntas. Las flores son rectas, tubulares, de 5 cm de largo y de color amarillo a rojo. Además, al igual que la mayoría de las especies del género, las flores apenas se abren.
El fruto es de color rojo verdoso, mide 2 cm de largo y 3 cm de ancho. Las semillas son pequeñas y miden 0,7 mm. Son de color negro brillante y tienen la superficie casi lisa.

## Distribución y hábitat
El área de distribución nativa de esta especie es Bolivia y crece principalmente en biomas desérticos o de matorrales secos, a altitudes de 1.900 a 2.500 m. s. n. m.

## Taxonomía
La primera descripción de esta especie fue como Cephalocleistocactus chrysocephalus, publicada en 1959 por el botánico alemán Friedrich Ritter en la revista científica Succulenta (Netherlands) 1959: 109.
Más tarde, el botánico británico Roy Mottram trasladó la especie al género Cleistocactus, por lo que pasó a llamarse Cleistocactus chrysocephalus. Registró estos cambios en la revista científica Cactaceae Systematics Initiatives 13: 11, publicada en 2002.
Etimología
- Cleistocactus: nombre genérico que deriva de la combinación de la palabra griega kleistos (que significa 'cerrado'), y cactus (término latino que alude a las plantas del género Cactaceae), haciendo referencias a que son cactus con flores cerradas, ya que en algunas especies apenas se abren y parecen estar cerradas.[4]
- chrysocephalus: epíteto específico que proviene de las palabras griegas chrysos  (que significa 'oro') y kephalē (que significa 'cabeza'), haciendo referencia al color amarillento dorado de las espinas del cefalio de la especie.[5]

## Estado de conservación
En la Lista Roja de Especies Amenazadas de la UICN, la especie está clasificada como “Datos Insuficientes (DD)”.

## Usos
Se cultiva principalmente como planta ornamental y su propagación se realiza a través de esquejes o semillas.